# Cantón de Rochefort-Montagne
El cantón de Rochefort-Montagne era una división administrativa francesa, que estaba situada en el departamento de Puy-de-Dôme y la región de Auvernia.

## Composición
El cantón estaba formado por diecisiete comunas:
- Aurières
- Ceyssat
- Gelles
- Heume-l'Église
- La Bourboule
- Laqueuille
- Mazaye
- Mont-Dore
- Murat-le-Quaire
- Nébouzat
- Olby
- Orcival
- Perpezat
- Rochefort-Montagne
- Saint-Bonnet-près-Orcival
- Saint-Pierre-Roche
- Vernines

## Supresión del cantón de Rochefort-Montagne
En aplicación del Decreto nº 2014-210 de 21 de febrero de 2014, el cantón de Rochefort-Montagne fue suprimido el 22 de marzo de 2015 y sus 17 comunas pasaron a formar parte; catorce del nuevo cantón de Orcines y tres del nuevo cantón de Le Sancy.